# Цвітова (Чортківський район)
Цвітова́ — село в Україні, у Трибухівській сільській громаді Чортківського району Тернопільської області. Розташоване на річці Вільховець, на півночі району. Центр Цвітівської сільської ради до 2019 року.
Населення — 651 осіб (2021 р.).

## Історія

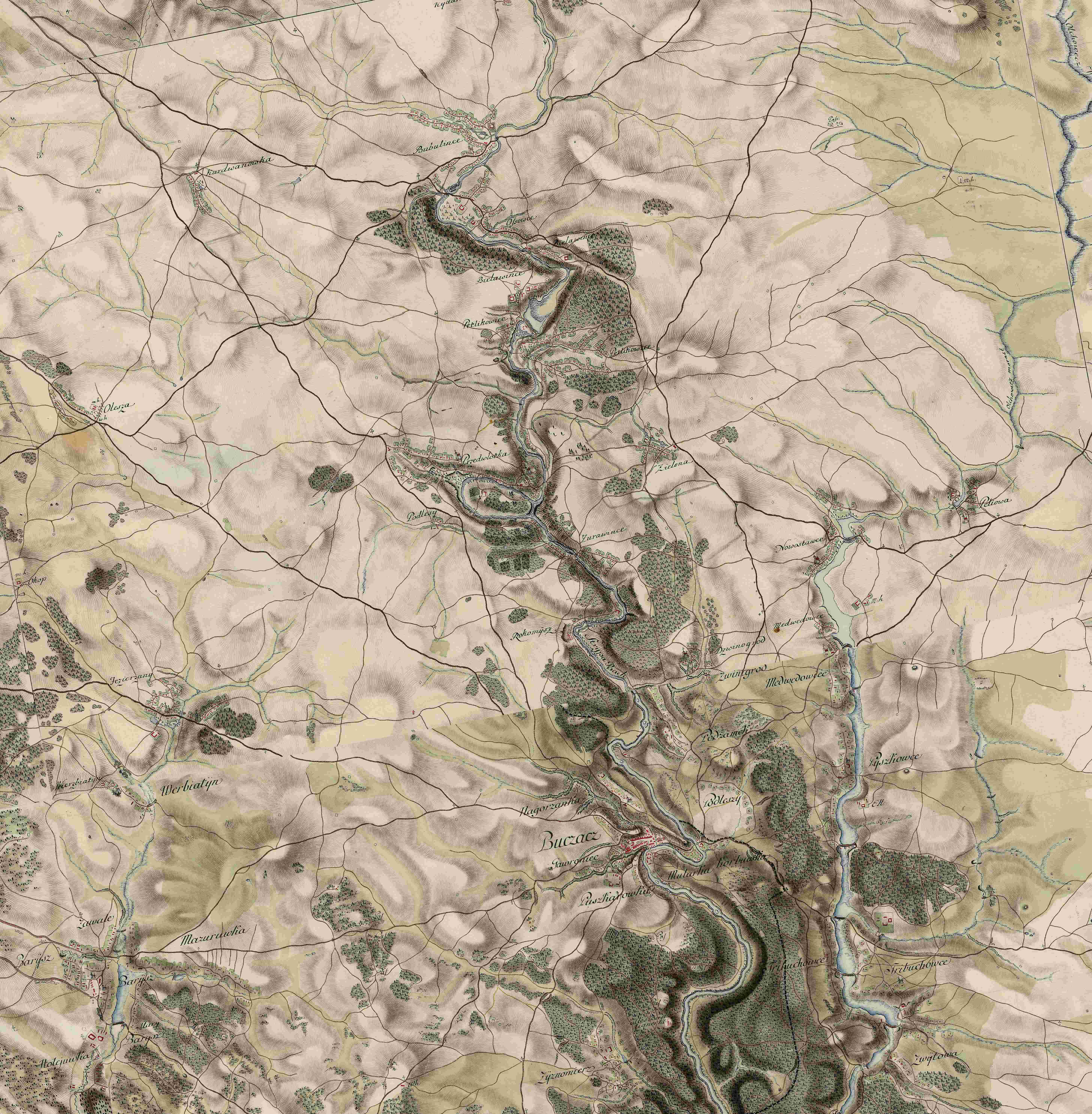
Цвітова на мапі фон Міґа, XVIII ст.

Село Цвітова серед сусідніх сіл згадується у грамоті 7 червня 1471 р.
Діяли українські товариства «Просвіта», «Луг», «Січ», «Сільський господар», «Хліборобський Вишкіл Молоді», кооператива.
12 червня 2020 року, відповідно до розпорядження Кабінету Міністрів України № 724-р «Про визначення адміністративних центрів та затвердження територій територіальних громад Тернопільської області» увійшло до складу Трибухівської сільської громади.
19 липня 2020 року, в результаті адміністративно-територіальної реформи та ліквідації Бучацького району, увійшло до складу новоутвореного Чортківського району.

## Населення

### Мова
Розподіл населення за рідною мовою за даними перепису 2001 року:
| Мова       | Кількість | Відсоток |
| ---------- | --------- | -------- |
| українська | 649       | 99.70%   |
| російська  | 1         | 0.15%    |
| румунська  | 1         | 0.15%    |
| Усього     | 651       | 100%     |

## Політика

### Парламентські вибори, 2019
На позачергових парламентських виборах 2019 року у селі функціонувала окрема виборча дільниця № 610198, розташована у приміщенні клубу.
Результати
- зареєстрований 441 виборець, явка 53,51%, найбільше голосів віддано за «Слугу народу» — 47,64%, за «Голос» — 14,16%, за «Європейську Солідарність» — 9,44%.[5] В одномандатному окрузі найбільше голосів отримав Микола Люшняк (самовисування) — 42,67%, за Ігоря Сопеля (Слуга народу) — 24,89%, за Олега Вітвіцького (Голос) — 11,11%[6].

## Соціальна сфера
Працюють ЗОШ 1 ступ., клуб, бібліотека, дошкільний заклад, ФАП, ПАП «Цвітова», торговий заклад.

## Пам'ятки
Є Церква Введення в Храм Пресвятої Богородиці (1888 р., дерев'яна), каплиця (1993 р., мурована).
Біля церкви росте пам'ятка природи місцевого значення — Цвітівська липа дрібнолиста віком близько 300 років, діаметр стовбура 142 см.
Встановлено 2 пам'ятні хрести на честь скасування панщини, пам'ятний знак до 2000-ліття Різдва Христового, насипано символічну могилу Борцям за волю України (1992 р.).

## Відомі люди
- Король Антін — автор проекту будівництва «Народного Дому» в селі.[7]
- о. Яків Медвецький (1880—1941) — український церковний діяч, греко-католицький священник, апостольський адміністратор Лемківщини.

## Світлини

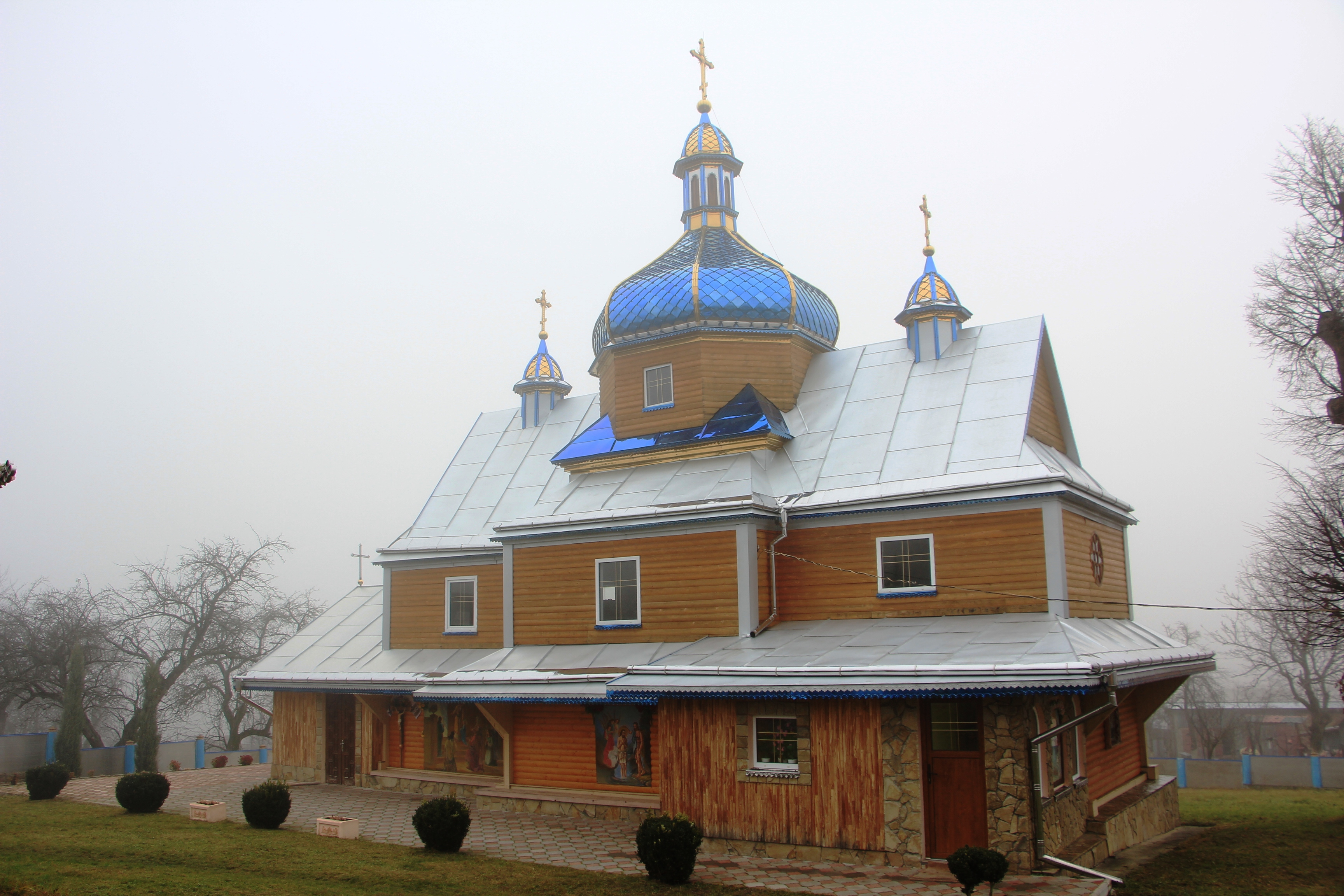
Церква Введення в Храм Пресвятої Богородиці 1888
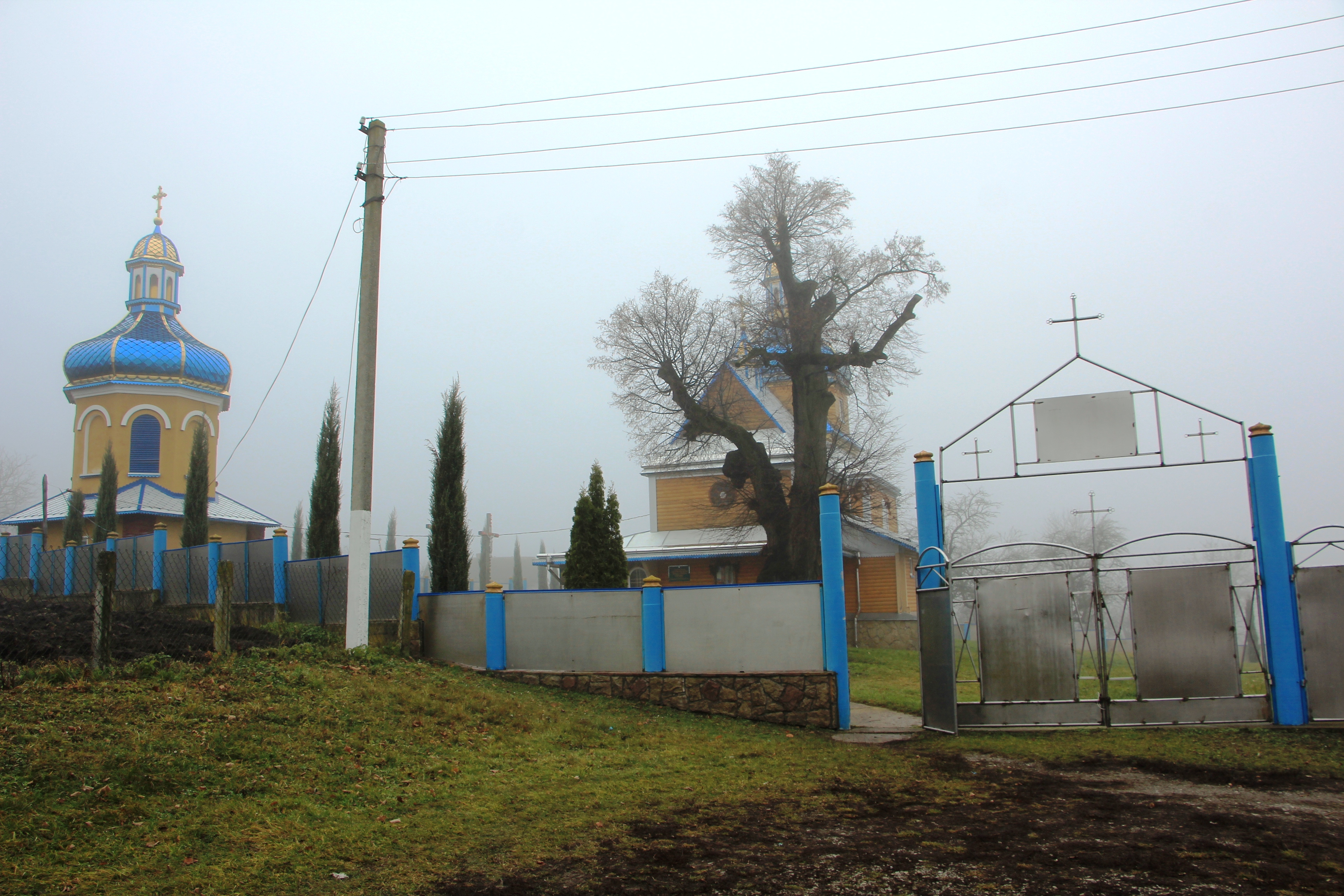
Церква Введення в Храм Пресвятої Богородиці 1888
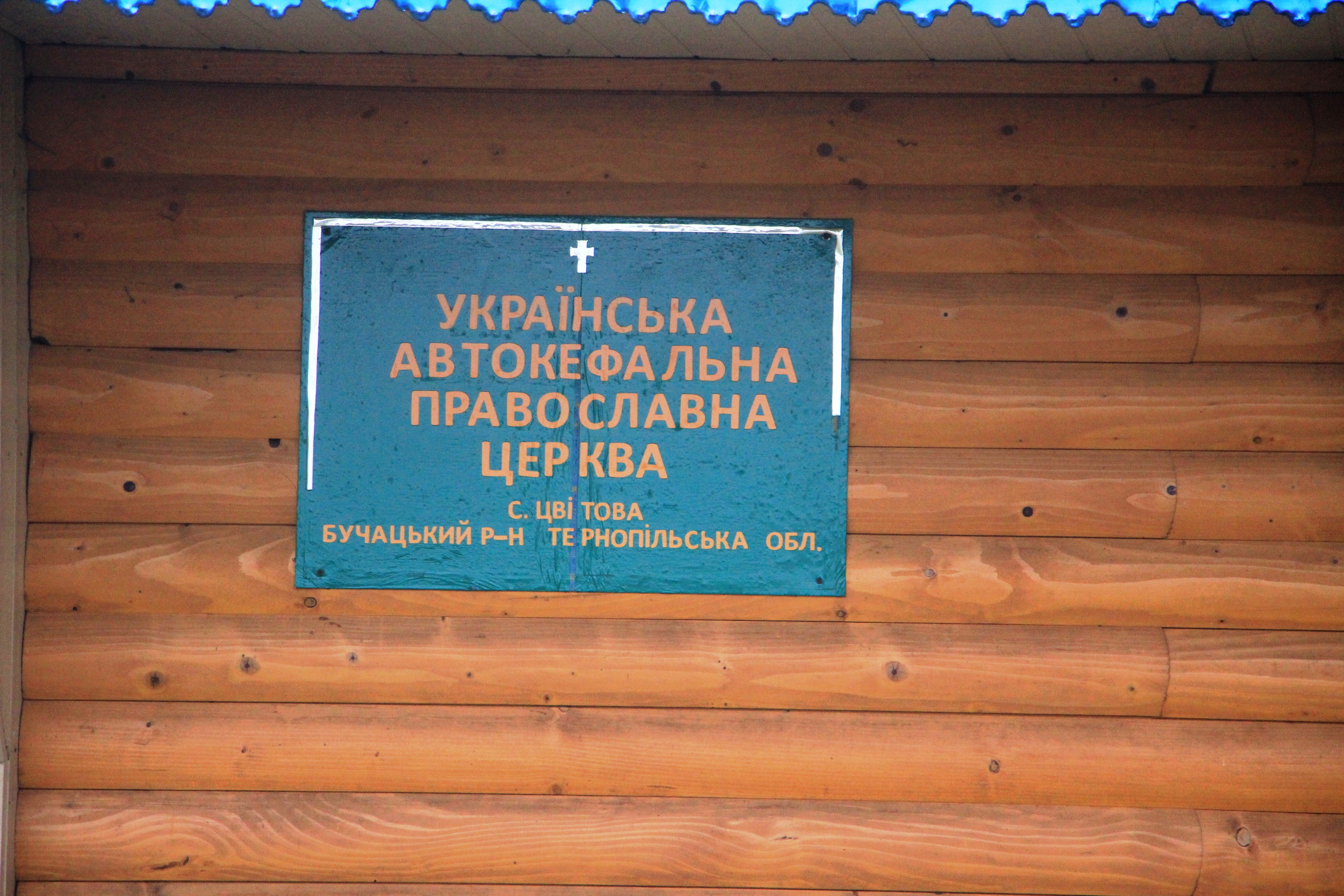
Церква Введення в Храм Пресвятої Богородиці 1888
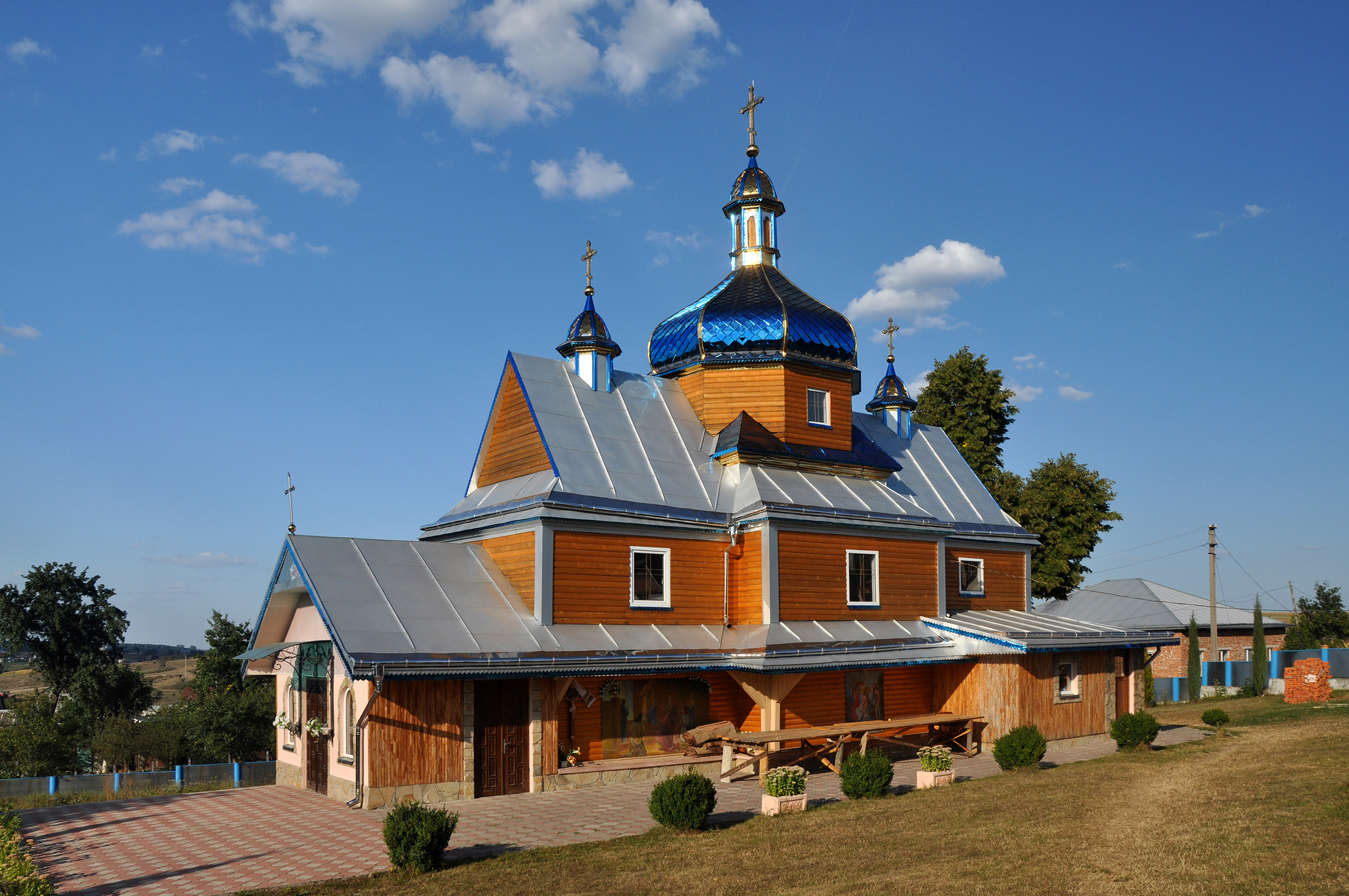
Церква Введення в Храм Пресвятої Богородиці
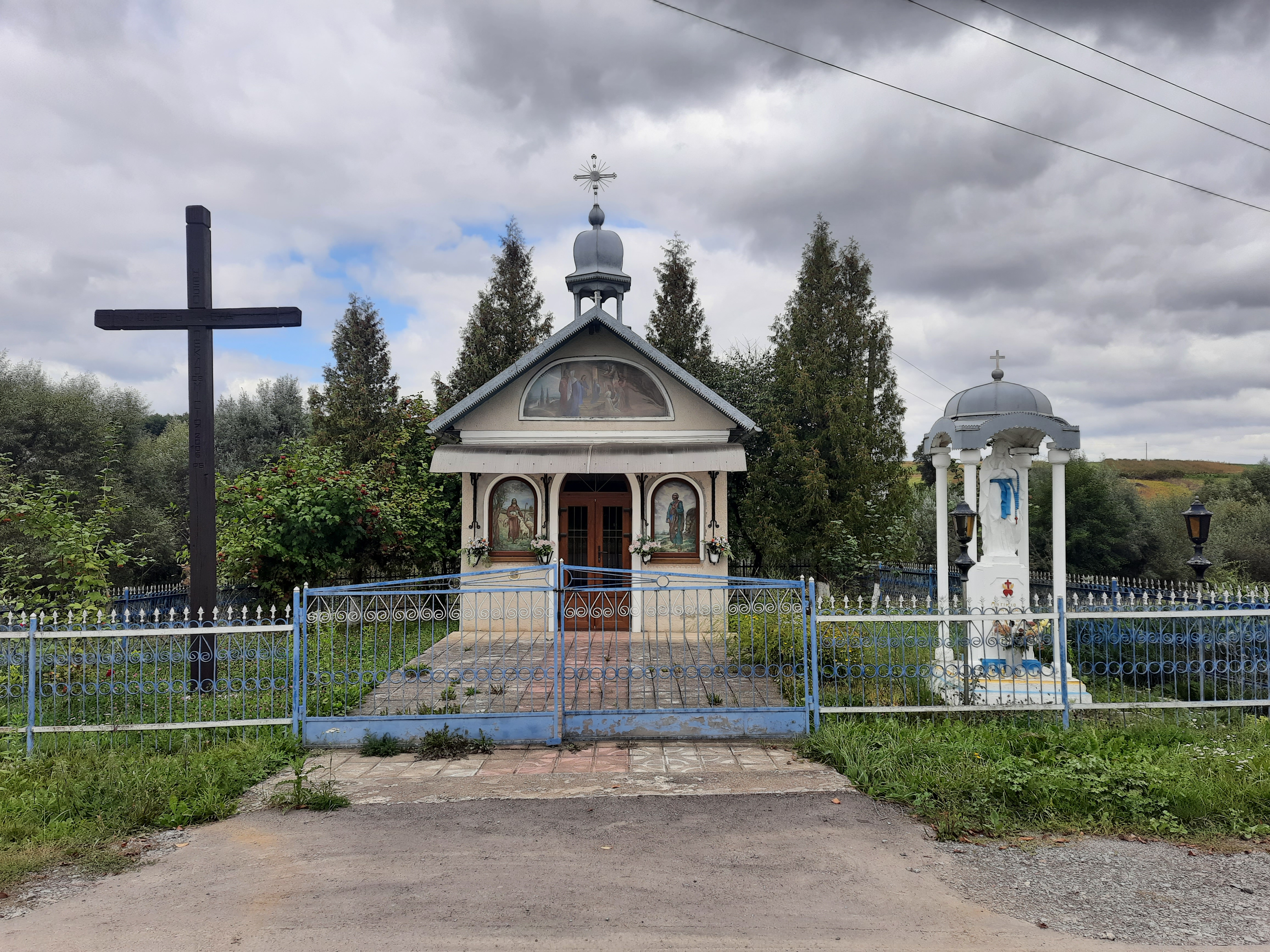
Капличка
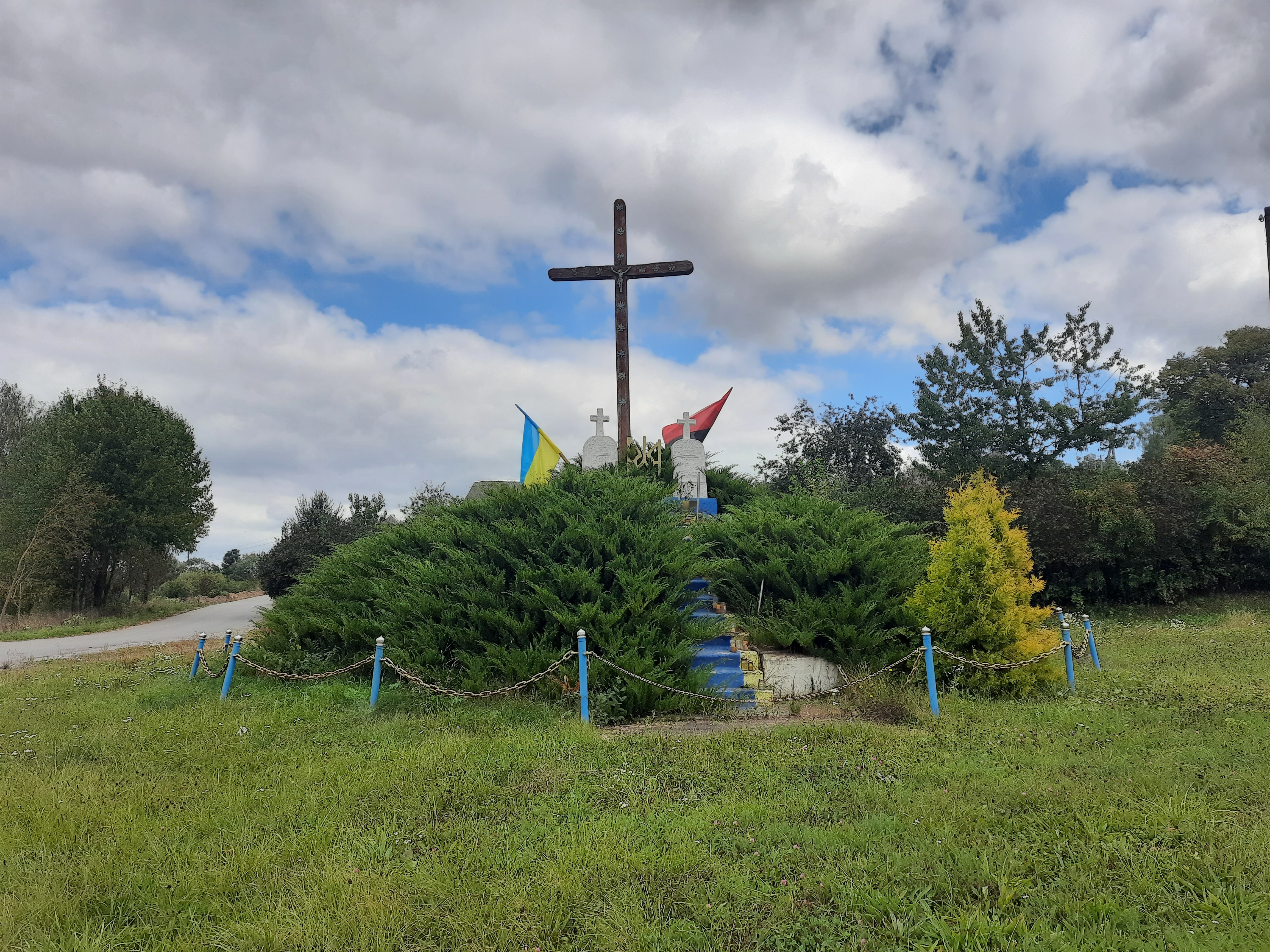
Символічна могила Борцям за волю України